# Aeroporto di San Jose (Mindoro)
L'aeroporto di San Jose (tagallo: Paliparan ng San Jose) (IATA: SJI, ICAO: RPUH), definito come principale di classe 1 dalla autorità dell'aviazione civile filippina CAAP, è un aeroporto filippino situato nell'estrema parte meridionale dell'isola di Mindoro, nella provincia di Mindoro Occidentale, nel territorio della città di San Jose. La struttura è dotata di una pista di cemento lunga 1836 m, l'altitudine è di 4 m, l'orientamento della pista è RWY 10-28. L'aeroporto è aperto al traffico commerciale domestico.